# 静岡県道361号白倉西川線
静岡県道361号白倉西川線（しずおかけんどう361ごう しらくらさいかわせん）は、静岡県浜松市を通る一般県道である。

## 概要

### 路線データ
- 起点：浜松市天竜区龍山町白倉
- 終点：浜松市天竜区龍山町西川（国道152号交点）

## 地理
- ほぼ全線にわたり、白倉川と併走する。
- 随所で東海自然歩道と交差する。
- ほとんどの区間が未改良で幅員が狭いため、走行に注意が必要である。
- 起点付近には、地震により白倉川へ崩落した岩により形作られた白倉峡があり、紅葉の名所となっている。

### 通過する自治体
- 静岡県
  - 浜松市（天竜区）

### 接続路線
- 国道152号
- 起点付近から浜松市熊方面へ抜けることが可能である。ただし、狭路。